# 34 км (колійний пост, Одеська залізниця)
34 кіломе́тр — залізничний колійний пост Знам'янської дирекції Одеської залізниці.
Розташований неподалік від села Вільні Луки Новоукраїнський район Кіровоградської області на лінії Висоцьке — Тимкове між станціями Кропивницька (18 км) та Осикувата (13 км).
Станом на січень 2020 року щодня дві пари дизель-потягів прямують за напрямком Знам'янка/Долинська — Помічна, проте не зупиняються.